# رفتارگرایی (روان‌شناسی)
رفتارگرایی (به انگلیسی: behavioralism) مکتبی در روان‌شناسی است که اعتقاد دارد برای شناختِ یک موجود زنده، نیازی به بررسی حالت‌های درونیِ او (مثلِ فکر کردن) نیست، و تنها بررسیِ محرک‌های خارجی و رفتارهای بیرونیِ آن موجود (همانندِ گریه کردن) کافی است. این مکتب، در نیمهٔ ابتداییِ قرنِ ۲۰ م، یکی از تأثیرگذارترین قطب‌های روان‌شناسیِ جهان بود و، علاوه بر آن، بر فلسفهٔ ذهن، زبان‌شناسی، و فلسفهٔ علمِ آن دوران نیز تأثیری بسیار عمیق و ژرف گذاشته بود.

## تعریف رفتارگرایی
رفتارگرایی، گرایشی در فلسفه و روان‌شناسی است که تمایل دارد همیشه، به جایِ آن‌که فکرها و حالت‌هایِ ذهنیِ ما را بررسی کند، آن رفتارهایی را بررسی کند که به دنبالِ فکرهایِ ما می‌آیند. از دیدگاهِ این گرایش، نمی‌توان بینِ دو فکرِ مختلف، تفاوتی قائل شد، مگر آن‌که در رفتاری که به دنبالِ آن فکرها می‌آید، تفاوتی وجود داشته باشد. در تعریفِ دقیق‌تر، رفتارگرایان، سه ادعایِ زیر را دربارهٔ حالت‌هایِ ذهنی، پیشنهاد می‌کنند:
1. روان‌شناسی، علمِ رفتار است. روان‌شناسی، علمِ ذهن (و حالت‌هایِ ذهنی) نیست.
2. تمامِ رفتارهایِ ما را می‌توان کاملاً توضیح داد و تشریح نمود، بدونِ آن‌که به حالت‌هایِ ذهنی (تفکرها) و حالت‌هایِ درونیِ ما، هیچ اشاره‌ای صورت بگیرد. به عبارتی، منشاءِ رفتارهایِ ما، بیرونی (محیط) است نه درونی (تفکرهایِ ما).
3. واژه‌هایِ مربوط به حالت‌هایِ ذهنی، که در جمله‌هایِ روان‌شناسی وجود دارد:

- یا باید حذف شود.
- یا با واژه‌هایِ رفتاری جایگزین شود.
- یا به مفهوم‌هایِ رفتاری، ترجمه شود.

این سه گزاره، سه ادعایِ جداگانه‌اند که هر کدام، یکی از شاخه‌هایِ رفتارگرایی را شکل می‌دهند. ادعایِ اول مربوط به رفتارگرایانِ روش‌شناختی است. گزارهٔ دوم مربوط به رفتارگرایانِ روان‌شناختی است و گزارهٔ سوم دیدگاهِ رفتارگرایانِ منطقی (یا تحلیلی) را نشان می‌دهد.

## حالت‌های ذهنی
از آن‌جایی که رفتارگرایی، نظریه‌ای دربارهٔ حالت‌هایِ ذهنی است، برایِ شناختِ آن، نخست لازم است که تفاوتِ این حالت‌هایِ ذهنی، با حالت‌هایِ غیرذهنیِ دیگر مشخص شود. منظور از حالت‌های ذهنی برداشتی از یک مفهوم یا رفتار در ذهن بوده که معیار فهم فرد از آن رفتار است.

### گونه‌های مختلف حالت‌های ذهنی
حالت‌هایِ ذهنی، به دو دستهٔ مهم تقسیم می‌شوند: نخست، کیفیت‌هایِ ذهنی یا کوالیا و دوم گرایش‌هایِ گزاره‌ای.

کوالیا، به آن حالت‌هایِ ذهنی‌ای گفته می‌شود که روی دادنِ آن‌ها، به ما حسِ خاصی می‌دهد یا به تعبیرِ نیگل، کوالیا، آن حالت‌هایِ ذهنی‌ای است که بودنِ در آن‌ها، یک‌جورِ خاصی است. به عنوانِ مثال، درد داشتن یک حالتِ ذهنی است که در این شاخه قرار می‌گیرد، چرا که درد داشتن، یک‌جورِ خاصی است. نکتهٔ مهم دربارهٔ این دسته از حالت‌هایِ ذهنی، آن است که انتقال دادنِ آن‌ها به دیگران، کارِ دشوار (یا شاید غیرممکنی) است. فقط کسی که دارایِ این حالت است، می‌تواند درک کند که داشتنِ آن، چه جوری است.
گرایش‌های گزاره‌ای، دستهٔ دیگری از حالت‌هایِ ذهنی است که دربارهٔ یک چیزِ دیگر است. به عنوانِ مثال، حالتِ ذهنیِ من، ممکن است این باشد که: «آرزو دارم که باران ببارد.» این حالت، یک گرایشِ گزاره‌ای است چرا که قرار داشتن در این حالتِ ذهنی، دربارهٔ چیزِ دیگری، یعنی «باریدنِ باران» بحث می‌کند. ویژگیِ مهم این دسته از حالت‌هایِ ذهنی، آن است که انتقال دادنِ آن‌ها به دیگران کاملاً امکان‌پذیر است.
تمامیِ حالت‌هایِ ذهنیِ ما، یا به یکی از این دو دسته، یا به ترکیبی از آن‌ها، قابلِ کاهش هستند.

## شاخه‌های مختلف رفتارگرایی
رفتارگراییِ روش‌شناختی، دیدگاهی تجویزی است، که در این‌باره حرف می‌زند که مطالعهٔ علمیِ روان‌شناسی چگونه باید صورت بگیرد. این شاخه، ادعا می‌کند که روان‌شناسی، تنها باید خود را با رفتارهایِ (بیرونیِ) ارگانیسم، درگیر کند. روان‌شناسی نباید به بررسی حالت‌هایِ ذهنی مشغول کند یا تلاش کند که برایِ توضیحِ رفتارها، به یک سیستمِ پردازشِ اطلاعاتِ درونی در فرد متوسل شود. رفتارگرایانِ روش‌شناختی می‌گویند که ارجاع دادن به حالت‌هایِ ذهنی (مثلاً به تمایل‌ها و باورهایِ درونی یک انسان)، هیچ چیزی به دانشی که ما می‌توانیم درباره‌یِ منبع‌هایِ رفتارهایِ انسان بدانیم، نمی‌افزاید. حالت‌هایِ ذهنی، کاملاً شخصی هستند و در نتیجه، نمی‌توان آن‌ها را مطالعهٔ علمی‌کرد چرا که در علم، ما با چیزهایی سر-و-کار داریم که برایِ همه قابل مشاهده و قابلِ آزمایش باشند.

رفتارگراییِ روان‌شناختی، برنامه‌ای پژوهشی در روان‌شناسی است که هدفِ آن این است که رفتارهایِ انسان‌ها و حیوان‌ها را بر مبنایِ محرک، تقویت، تاریخچهٔ یادگیری و پاسخ، توصیف کند. به عنوانِ مثال آزمایشی را در نظر بگیرید که در آن، یک موش را برایِ مدتی گرسنه نگاه داشته‌ایم. اگر وقتی که چراغی در داخلِ قفس روشن می‌شود، موش در همان لحظه اهرمی را اتفاقی فشار دهد، به او غذا می‌دهیم. پس از چند بار تکرارِ این مرحله‌ها، موش اندک اندک، یادمی‌گیرد که هر گاه چراغ روشن شد، به سمتِ اهرم برود. در این آزمایش، روشن شدنِ چراغ محرک، فشار دادنِ اهرم پاسخِ موش و مرحله‌هایِ تکرار شدنِ آزمایش تاریخچهٔ یادگیری است. در این تفسیر، رفتارگرایان، معمولاً از فکر کردنِ موش صحبتی نمی‌کنند؛ همان‌طور که با افزایشِ دما، مایعِ درونِ دماسنج به سمتِ بالا حرکت می‌کند -بدونِ اینکه مایع، به بالا رفتن یا نرفتن، فکر کرده باشد. - و همان‌طور که ضربه زدنِ چکش به زانو، باعثِ حرکتِ ناخودآگاهِ پا می‌شود، موش نیز شرطی شده و بدونِ فکر کردن، به محرک، پاسخ می‌دهد.

رفتارگراییِ منطقی یا تحلیلی، نظریه‌ای در فلسفه‌است دربارهٔ معنایِ مفهوم‌هایِ ذهنی. بر طبقِ این نظریه، هر حالتِ ذهنی، در اصل یک گرایشِ رفتاری است و برایِ مشخص کردنِ آن، باید ببینیم که فرد، با داشتنِ آن حالتِ ذهنی، چه رفتاری را خواهد داشت. به عبارتِ دقیق‌تر، زمانی که می‌گوییم فردی، به گزاره‌ای باور دارد، به این معنا نیست که حالتِ درونی و ذهنی‌ای وجود دارد که فرد در آن حالت قرار گرفته‌است، بلکه داریم مشخص می‌کنیم که او در ویژگی‌ها و شرایط محیطی، تمایل دارد که چگونه عمل کند.

## تاریخچه و ریشه‌ها
هر کدام از شاخه‌هایِ رفتارگرایی، ریشه‌ها و تاریخچهٔ متفاوتِ خود را دارند.

### رفتارگرایی منطقی
رفتارگراییِ منطقی در فلسفه توسطِ گیلبرت رایل و لودویگ ویتگنشتاین، آغاز شد. ریشه‌هایِ این شاخه، به جنبشِ فلسفیِ پوزیتیویسمِ منطقی بازمی‌گردد. پوزیتیویسمِ منطقی، جنبشی بود که ادعا می‌کرد، معنایِ یک گزاره به وسیلهٔ شرایطِ صدقِ آن گزاره تعیین می‌شود؛ مثلاً معنایِ گزارهٔ «آسمان آبی است.»، می‌تواند تمامِ آن موقعیت‌هایی در جهانِ خارج باشد که در آن موقعیت‌ها، گزاره برقرار است و آسمان واقعاً آبی است. به این ترتیب، به کار بردنِ تزِ پوزیتیویسمِ منطقی، برایِ گزاره‌هایِ روان‌شناختی، به این نتیجه منتهی می‌شود که هر گزاره دربارهٔ حالت‌هایِ ذهنی، برایِ آن‌که معنا داشته باشد، باید شرایطِ صدقی داشته باشد و شرایطِ صدقی که به آن گزاره‌ها معنا می‌دهد، رفتارهایی است که ما با داشتنِ آن حالت‌هایِ ذهنی، تمایل داریم که از خود نشان دهیم.

به این دلیل، فیلسوفانِ ذهن، به سمتِ رفتارگراییِ منطقی کشیده شدند که این نظریه، می‌توانست از نظریهٔ دوگانه‌انگاریِ در جوهر جلوگیری کند. دوگانه‌انگاریِ در جوهر، برایِ اینکه توضیح دهد که حالت‌هایِ ذهنیِ ما چیستند و چگونه به وجود می‌آیند، به یک روحِ غیرفیزیکی متوسل می‌شود، روحی که محدودیت‌هایِ فضایی و زمانی ندارد و مسئولیتِ فکرهای ما را برعهده دارد. اما رفتارگراییِ منطقی، در توضیحِ حالت‌هایِ ذهنی، برایِ آن‌که به این روح متوسل نشود، حالت‌هایِ ذهنیِ ما را به وسیلهٔ رفتارهایِ بیرونی توضیح می‌دهد. به این معنا که این حالت‌هایِ ذهنی، هیچ چیز نیستند جز تمایلِ فرد برایِ انجامِ رفتاری خاص -و این تمایل را می‌توان به وسیلهٔ ترشحِ هورمون‌ها، غریزه و… توضیح داد. -

### رفتارگرایی روان‌شناختی
رفتارگراییِ روان‌شناختی، را نخستین‌بار می‌توان در کارهایِ ایوان پاولف و ادوارد لی ثرندایک مشاهده کرد. کامل‌ترین و برجسته‌ترین نمونهٔ تلاش‌هایِ این شاخه را می‌توان در کارهایِ بی‌اف‌اسکینر، روان‌شناسِ برجستهٔ آمریکایی ملاحظه نمود. ریشهٔ این شاخه از رفتارگرایی، در کارهایِ تجربه‌گرایانِ انگلیسی، به خصوص جان لاک و دیوید هیوم می‌توان پی‌گرفت که اعتقاد داشتند انسان، به هنگامِ تولد، چون لوحی سفید است که همهٔ هوشِ او، محصولِ یادگیریِ محیط است. این ایده، ایدهٔ محوریِ و اصلیِ رفتارگراییِ روان‌شناختی است.

### رفتارگرایی روش‌شناختی
رفتارگراییِ روش‌شناختی، در اصل ریشه در کارهایِ جان بروداس واتسون دارد.

## رفتارگرایی در سیاست
روش‌ها و نگرش‌های مختلف در مطالعه حوزه حکومت‌ها، وجود دارد چنانچه روش‌ها و نگرش‌های مسلط در مطالعات قدیمی دربارهٔ سیاست اغلب تاریخی، حقوقی، فلسفی و اخلاقی بودند اما با کوشش‌هایی که برای علمی کردن سیاست در قرن‌های نوزدهم و بیستم صورت گرفت، نگرش‌ها و روش‌های علمی گوناگونی برای مطالعه آن پدیدار شد، یکی از مهم‌ترین نگرش‌ها و روش‌های جدید در مطالعه پدیده‌های سیاسی، رفتارگرایی است.
این نظریه یکی از رایج‌ترین نگرش‌ها در علم سیاست است و از اواسط قرن بیستم در غرب مطرح شده و در واکنش نگرش‌های حقوقی، فلسفی و اخلاقی در مطالعات سیاسی پیدا شده و تا حدی با علم سیاست مدرن مطابقت داشته و بر آن تأثیر گذاشته‌است.
نظریه رفتارگرایی در سیاست، رفتار بازیگران را مبنای درک تحولات قرار می‌دهند و به مطالب و اتفاقات سطحی بی‌اعتنا است و اولویتش رفتار افراد است که چگونه به رفتارهای سیاسی پاسخ می‌دهد و دلیل آن پاسخ چیست.
این روش بر اساس تمایز میان نظریه و اطلاعات استوار است اگر اطلاعات نباشد نظریه تهی خواهد بود، هدف علم سیاست نیز دست یابی به مجموعه‌ای از قواعدیست که بتوان روابط مستمر میان پدیده‌های سیاسی را توضیح و تبیین کند.
رفتارگرایی در مقابل عقیده، شخصیت، برداشت، انگیزه و غریزه قرار می‌گیرد که به‌طور دقیق نمی‌توان آنها را اندازه‌گیری علمی و مشاهده کرد و اندازه‌گیری برخوردهای رفتاری برای رفتارگرایان محدود است زیرا این پدیده‌ها را نمی‌توان در علوم انسانی و در سیاست به‌طور اعم و اخص مورد بررسی قرار داد.

### منطق نظریه رفتارگرایی سیاسی
از منظر رفتارگرایان واحد اصلی مطالعه در سیاست رفتار سیاسی است و رفتار سیاسی در معنای وسیع خود در چارچوب نهادهای سیاسی رخ می‌دهد، از اینرو گردآوری اطلاعات و داده‌های آماری و تجربی در سیاست مهم‌ترین روش پژوهش در آن می‌باشد، به‌عنوان مثال رفتارهای انتخاباتی و سیاست گذرانه و اطاعت و فرمانبرداری و طغیان و شورش را می‌توان فهمید و هدف از چنین تحلیل‌هایی برای همبستگی‌های آماری است.
نگرش رفتارگرایی از لحاظ محتوای مطالعات، دیدگاه‌های مردم نسبت به سیاست و حکومت و شیوه بیان آن دیدگاه‌ها مورد مطالعه قرار می‌گیرد، که موضوع رفتار سیاسی خود از چند جزء تشکیل می‌شود:
1. جامعه پذیری سیاسی که از طریق جامعه‌پذیری اولیه مثل خانواده و مدرسه و مجاری دوم مثل حرفه، دوستان و حزب صورت می‌پذیرد، در فرایند جامعه‌پذیری است که نگرش‌های اصلی و نسبتاً پایدار افراد نسبت به پدیده‌هایی چون قدرت، دولت و سیاست شکل می‌گیرد.
2. فرهنگ سیاسی (بدبینی و بدگمانی یا خوش‌بینی و اعتماد به دیگران به عنوان عناصر اصلی فرهنگ سیاسی) در سرنوشت دموکراسی‌ها بسیار تعیین‌کننده است، فرهنگ سیاسی تنها محصول جامعه پذیری و آموزش نیست بلکه نظام‌های سیاسی نیز در شکل‌گیری فرهنگ سیاسی مؤثرند.
3. مشارکت و رقابت سیاسی، به ویژه در قالب احزاب و و انتخابات از اجزاء اصلی مباحث رفتار سیاسی است. عوامل و متغیرهایی چون سن، جنس، موقعیت طبقاتی، میزان درآمد، سواد، شهرنشینی و غیره بر میزان مشارکت در سیاست و گرایش‌های حزبی افراد در انتخابات تأثیر می‌گذارد از این رو این نگرش بر رفتارهای سیاسی و انتخابی افراد تأکید دارد.[۳]

بنابرین موضوعات مختلف در علوم سیاسی از منظر رفتارگرایان: رأی دهی، تظاهرات، رفتار رهبران و شورش‌های اجتماعی ـ سیاسی و اموری از این قبیل را شامل می‌شوند.

### اصول فکری
1. جایگزینی فلسفه علم به جای متافیزیک؛
2. نفی تاریخ گرایی و تحول گرایی؛
3. جایگزینی نسبیت به جای تعین، و میانگین به جای عقلانیت
4. عطف توجه از نهاد و ساختار به رفتار فردی؛
5. فرضیات تجربی به جای فرضیه‌های اشراقی و تعمیمی؛
6. تکیه بر رفتار فرد به جای تأکید بر نقش ساختارها از جمله در سطح یک گروه کوچک تا سطح کل نظام؛
7. محدود نشدن به استقرا (برخلاف اثباتگرایان اولیه)؛
8. اهمیت مقام داوری نسبت به مقام گردآوری؛
9. استفاده از ریاضیات و آمار و تحقیقات میدانی؛
10. دوری از ارزش گذاری؛
11. تکیه بر نمونه‌گیری و اندازه‌گیری به دلیل وجود امکان و تصادف
12. نظم و هماهنگی بین نظریه و تحقیق و ابزار، کار علمی خالص است.

رفتارگرایان در علوم سیاسی بیشتر به رفتار افراد و در روابط بین‌الملل به تحقیقات و مطالعات رفتار بازیگران مانند کشورها معطوف بوده و مورد تأکید و توجه قرار می‌گیرند. به نظر رفتارگرایان به‌طور کلی هدف هر معرفتی افزایش شناخت است و اگر شناخت به تعمیم، مقایسه و انباشت نرسد، همت محققان صرفاً جمع‌آوری اطلاعاتی خواهد بود که هیچ ارتباطی مفهومی و منطقی با یکدیگر ندارند.

### نظریه پردازان
رفتارگرایی در چهارچوب و قالب فکری ضد اثبات گرایی جا می‌گیرد. از لحاظ فلسفی این نظریه‌پردازی مرهون شکاکیون و نیز در فلسفه شکاکانه هیوم و فلسفه عملگرایانه ویلیام جیمز آمریکائی و جان دیوئی است که بیشترین تأثیر را در شکاکیت تجربی هیوم از لحاظ تجربی گرایی، نسبی گرایی بر رفتارگرایی موجب شد.
نگرش دوم مونتی پالمر و لاری اشترن و چارلز گایل رفتارگرایی در علوم سیاسی را نگرش نظریه‌پردازی می‌دانند که مبتنی بر رعایت روش علمی تحقیق است.
سومین روش علمی را این گروه از دانشمندان روشی می‌دانند که طی آن قابلیت تحقیق مجدد قضایا وجود داشته باشد.
و چهارمین روش را مونتی پالمر و همکارانش روشی می‌دانند که دانش را از ارزش جدا کند.
اتکا به روش تام رفتارگرایی تمایل عمومی به آموزش معطوف به عمل، دیدگاه فلسفه را از سطح مفهومی و ذهنی کاهش می‌دهند و آن را به سطح روان‌شناسی فردی می‌کشاند و باعث گردید قضایا به صورت تحلیلی و تجربی تبدیل گشته چنان‌که جان بی واتسون را به خلق مفهوم رفتارگرایی واداشت. واتسون علاقمند بود در حوزه روان‌شناسی بین کنش رفتار و محرک رفتاری پیوند مناسب را پیدا کند و در نتیجه الهام بخش نگرش جدید در علم سیاست شد، و این الهام‌گیری مسئله یادگیری اجتماعی گرایی سیاسی به حوزه نظریه‌پردازی علم سیاست راه یافت.
رفتارگرایی در نظریه‌پردازی علم سیاست توسط گراهام والاس از اعضای کمیته جامعه فابین به کار گرفته شد. وی اقتصاد را چند عامل مؤثر و مناسب بر تفسیر روابط انسانی در حوزه سیاست نمی‌دانست لذا عوامل دیگری را به عنوان متغیرهای مستقل و وابسته در نظریه‌پردازی علم سیاست بکار گرفت و بر آن‌ها تأکید کرد. و حوزه‌های مختلفی از جمله: تأثیر جامعه مدرن به عنوان متغیر مستقل بر شخصیت و چگونگی شکل‌گیری ساخت‌ها و تأثیر تمرکزهای شهری بر تنش‌های عصبی فردی و جمعی شهروندان، به خود را جلب کرد. و باعث شکل‌گیری رفتار گرایی به یک نگرش خاص در علوم سیاسی تبدیل شد، که نگرش مبتنی بر مفروضات خاص و حاوی فرضیات عمدتاً تجربی بود و در دو محور عمده دو مفهوم یعنی متغیر مستقل: محرک تغییر یافته و متغیر وابسته یا پاسخ شکل یافته بود.
مهم‌ترین شخصیت‌های نظریه‌پرداز رفتارگرا ابتدائاًً در مکتب شیکاگو رشد یافتند، از جمله این نظریه پردازان می‌توان از هارولد گاسنل، چارلز مریام و هارولد لاسول می‌توان یاد کرد. عمده کارهای گاسنل مربوط به مطالعات رأی‌گیری شد، او درصدد بود تا با طبقه‌بندی رأی‌گیری دریابد چه عواملی بر چه نوع رفتار تأثیر می‌گذارد. چارلز مریام توجهش را به کنش‌های متقابل گروهی معطوف داشت و هارولد لاسول با گرایش روش شناختی به نظریه‌های خود جنبهٔ محتوایی زیادی داد، او برای اولین بار یافته‌های روان شناختی فروید را وارد مسائل سیاسی کرد برجسته‌ترین سخنگوی نظریه‌پردازی رفتارگرا بود که سعی نمود با تجزیه و تحلیل‌های سیاسی به وسیله روان‌شناسی فروید دست زده و به رهیافت جدیدی دست یافت. وی در کتاب آسیب‌شناسی روانی و سیاست توانست بین روان‌شناسی فردی و گروهی ارتباط برقرار کند و به نظر او بین خشونت و سرخوردگی رابطه مستقیم وجود دارد که بعدها این نگرش فکری به‌وسیلهٔ دو مکتب تفسیری تجویزی مطرح شد. مکتب تفسیری آن را در قالب اندیشه فروید و فروم پی می‌گیریم و مکتب تجویزی در قالب اجتماعی گرایی سیاسی.

## تأثیر رفتارگرایی
رفتار گرایی منجر به شکل‌گیری مکاتبی همچون کنش متقابل نمادین توسط جورج هربرت مید شده‌است.